# Medeltredingen

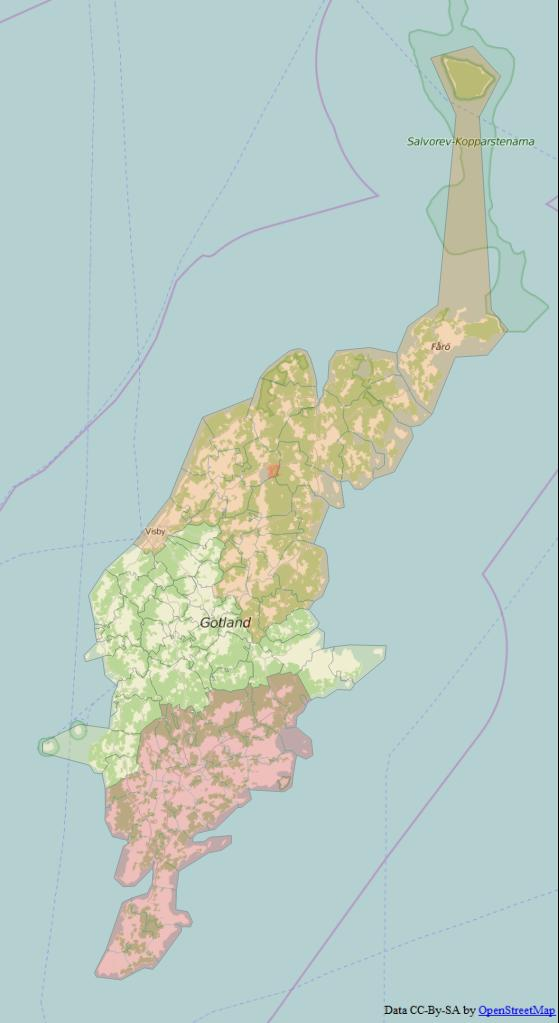
Gotlands tredingar

Medeltredingen, mellersta tredjedelen, är en av de tre tredingar som Gotland traditionellt brukar indelas i.
Medeltredingen (miþal þriþiung) och de andra två tredingarna nämns redan i Gutasagan. Under medeltiden fungerade de som prosterier i den kyrkliga organisationen, idag kallade kontrakt.
Medeltredingens prosteri omfattade under medeltiden 33 socknar. Sedan Bara socken under 1500-talet uppgick i Hörsne återstår 32. Samtliga har bevarade medeltida sockenkyrkor. Efter församlingssammanslagningar är dock inte längre samtliga socknar egna församlingar inom Svenska kyrkan.
Inom Medeltredingen låg även Roma kloster, som nu står som ruin.
Medeltredingen består av två settingar, Hejde setting i väster och Kräklinge setting i öster. När Gotland indelades i härader 1681 fördes Kräklinge setting tillsammans med Nordertredingen till Gotlands norra härad och Hejde setting tillsammans med Sudertredingen till Gotlands södra härad.